# Tour della nazionale maschile di rugby a 15 dell'Irlanda 1989
Tra le due edizioni della Coppa del mondo di rugby del 1987 e del 1991, la nazionale irlandese di rugby a 15 si è recata in tour in alcune occasioni.
Nel 1989 l'Irlanda si reca in Nord America per sperimentare nuovi giocatori per il futuro. Due successi agevoli con Canada e USA sono il bilancio di questo tour.
I due incontri contro USA e Canada non hanno ricevuto riconoscimento ufficiale come "test-match" dalla federazione irlandese.
| Vancouver 30 agosto 1989 | British Colombia | 18 – 21 | Irlanda XV |  |

| Arbitro: | L.Peard |

| |            | |
| | mt         | Dunlea, Sexton |
| | tr         | Kiernan 2 |
| Wyatt 6 | c.p.       | Kiernan 4 |
| Rees | drop       | |
| 15.Mark Wyatt 14.Tom Woods 13.Shayne Brown 12.Bobby Ross 11.Steve Gray 10.Gareth Rees 9.John Graf 8.Glen Ennis(cap) 7.Gord MacKinnon 6.Roy Radu 5.Norm Hadley 4.Geoff Relph 3.Paul Szabo 2.David Speirs 1.Eddie Evans | Formazioni | 15.Fergus Dunlea 14.John Sexton 13.Paul Clinch 12.Michael Kiernan 11.Keith Crossan 10.Nicky Barry 9.Fergus Aherne 8.Noel Mannion 7.Denis McBride 6.Philip Matthews 5.Brian Rigney 4.Willie Anderson (cap) 3.JJ McCoy 2.John McDonald 1.Nick Popplewell sostituti: Michael Bradley Tom Clancy |

| Chicago 6 settembre 1989 | Mid West | 6 – 58 | Irlanda XV |  |

| New York 9 settembre 1989 | Stati Uniti | 7 – 32 | Irlanda XV | Downing Stadium |
| \| \| \| \| \| Siano \| mt \| Bradley, Crossan Dunlea, Mannion \| \| \| tr \| Kiernan 2 \| \| Williams \| c.p. \| Kiernan 3 \| \| \| drop \| Smith \| \| 15.Ray Nelson (rugbista)Rau Nelson 14.Willie Jefferson 13.Kevin Higgins 12.Mark Williams 11.Gary Hein 10.Chris O'Brien 9.Mike Saunders (cap.) 8.Brian Vizard 7.Rob Farley 6.Mike Siano 5.Bill Leversee 4.Kevin Swords 3.Fred Paoli 2.Pat Johnson 1.Gerry McDonald sostituti: Alec Montgomery \| Formazioni \| 15.Fergus Dunlea 14.John Sexton 13.Michael Kiernan 12.Paul Clinch 11.Keith Crossan 10.Brian Smith 9.Fergus Aherne 8.Noel Mannion 7.Pat O'Hara 6.Philip Matthews 5.Brian Rigney 4.Willie Anderson (cap) 3.JJ McCoy 2.John McDonald 1.Nick Popplewell sostituti: Phil Danaher Michael Bradley Terry Kingston \| |             | |            |                 |
| |             | |            |                 |
| Siano | mt          | Bradley, Crossan Dunlea, Mannion |            |                 |
| | tr          | Kiernan 2 |            |                 |
| Williams | c.p.        | Kiernan 3 |            |                 |
| | drop        | Smith |            |                 |
| 15.Ray Nelson (rugbista)Rau Nelson 14.Willie Jefferson 13.Kevin Higgins 12.Mark Williams 11.Gary Hein 10.Chris O'Brien 9.Mike Saunders (cap.) 8.Brian Vizard 7.Rob Farley 6.Mike Siano 5.Bill Leversee 4.Kevin Swords 3.Fred Paoli 2.Pat Johnson 1.Gerry McDonald sostituti: Alec Montgomery | Formazioni  | 15.Fergus Dunlea 14.John Sexton 13.Michael Kiernan 12.Paul Clinch 11.Keith Crossan 10.Brian Smith 9.Fergus Aherne 8.Noel Mannion 7.Pat O'Hara 6.Philip Matthews 5.Brian Rigney 4.Willie Anderson (cap) 3.JJ McCoy 2.John McDonald 1.Nick Popplewell sostituti: Phil Danaher Michael Bradley Terry Kingston |            |                 |